# Partridge Family Band
La Partridge Family Band fu un gruppo musicale pop rock statunitense originario di Los Angeles, divenuto noto a seguito del successo della serie televisiva La famiglia Partridge.

## Storia
La band fu fondata nel 1970. Nello stesso anno della fondazione incisero il loro primo album eponimo, che all'inizio di gennaio 1971 arrivò in quarta posizione nella classifica Top LP di Billboard.
Il brano "I Think I Love You" restò in vetta alla classifica Billboard's Hot 100 per tre settimane (novembre e dicembre 1970) e fu dichiarato da NARM come il singolo più venduto del 1970.
La serie TV non debuttò in Gran Bretagna fino al settembre 1971, ma l'album non entrò in classifica. Raggiunse, però, la sesta posizione nella classifica nazionale degli album RPM 100 in Canada. 
I membri dei gruppi di studio coadiuvati da band, quali Ron Hicklin Singers e The Love Generation, hanno un ruolo di cori in tutto l'album, come fanno in tutti i successivi album dei Partridge Family. Inoltre, le loro armonie miste dominano le due tracce dell'album che non includono David Cassidy, "I'm on the Road" e "I Really Want to Know You" sono entrambe scritte da Barry Mann e Cynthia Weil, gli stessi che su "To Be Lovers" eseguono la strofa, con Cassidy che canta solo il bridge. 
Nel 1972 la band pubblicò "Breaking Up Is Hard to Do" nel Regno Unito. L'album è caratterizzato da due singoli: "I Think I Love You" e "I'll Meet You Halfway". Il primo si è posizionato in terza posizione nelle classifiche del Regno Unito.
Dopo aver pubblicato l'ottavo e ultimo album, Bulletin Board, nel 1974 la band si sciolse definitivamente.

## Discografia
- 1970 - The Partridge Family Album
- 1970 - Up to Date
- 1971 - Sound Magazine
- 1971 - A Partridge Family Christmas Card
- 1972 - Shopping Bag
- 1972 - The Partridge Family Notebook
- 1973 - Crossword Puzzle
- 1974 - Bulletin Board

### Raccolte
- 1976 - Partidge Family Band Best of
- 1991 - Partridge Greatest Hits

## Formazione

### Storica
- David Cassidy - voce
- Shirley Jones - voce
- Louis Shelton - chitarra
- Max Bennett - basso
- Larry Knechtel - tastiera elettronica
- Cubby O'Brien - batteria
- Hal Blaine - batteria